# Liste jüdischer Friedhöfe in Italien
Die Liste der jüdischen Friedhöfe in Italien gibt einen Überblick zu jüdischen Friedhöfen (cimiteri ebraici) in Italien. Die Sortierung erfolgt nach Regionen und innerhalb dieser alphabetisch nach den Ortsnamen.

## Liste der Friedhöfe
| Bezeichnung                                           | Ort                                   | Bild           | Region                  | Weitere Informationen |
| ----------------------------------------------------- | ------------------------------------- | -------------- | ----------------------- | --------------------- |
| Jüdischer Friedhof (Bari)                             | Bari                                  |                | Apulien                 |                       |
| Jüdischer Friedhof (Bologna)                          | Bologna (Lage)                        | weitere Bilder | Emilia-Romagna          |                       |
| Jüdischer Friedhof (Casalmaggiore)                    | Casalmaggiore                         |                | Emilia-Romagna          |                       |
| Jüdischer Friedhof (Ferrara)                          | Ferrara (Lage)                        | weitere Bilder | Emilia-Romagna          |                       |
| Jüdischer Friedhof (Fidenza)                          | Fidenza                               |                | Emilia-Romagna          |                       |
| Jüdischer Friedhof (Finale Emilia)                    | Finale Emilia (Provinz Modena) (Lage) | weitere Bilder | Emilia-Romagna          |                       |
| Jüdischer Friedhof (Lugo)                             | Lugo                                  |                | Emilia-Romagna          |                       |
| Jüdischer Friedhof (Parma)                            | Parma                                 |                | Emilia-Romagna          |                       |
| Jüdischer Friedhof (Reggio Emilia)                    | Reggio Emilia                         |                | Emilia-Romagna          |                       |
| Jüdischer Friedhof (Scandiano)                        | Scandiano                             | weitere Bilder | Emilia-Romagna          |                       |
| Jüdischer Friedhof (Soragna)                          | Soragna (Provinz Parma)               |                | Emilia-Romagna          |                       |
| Jüdischer Friedhof (Gorizia)                          | Gorizia                               | weitere Bilder | Friaul-Julisch Venetien |                       |
| Jüdischer Friedhof (Triest)                           | Triest                                |                | Friaul-Julisch Venetien |                       |
| Jüdischer Friedhof (Rom)                              | Rom                                   |                | Latium                  |                       |
| Campo di Verano (Rom)                                 | Rom (Lage)                            | weitere Bilder | Latium                  |                       |
| Jüdischer Friedhof (Genua)                            | Genua                                 | weitere Bilder | Ligurien                |                       |
| Jüdischer Friedhof (Mailand)                          | Mailand                               | weitere Bilder | Lombardei               |                       |
| Jüdischer Friedhof (Pomponesco)                       | Pomponesco (Lage)                     | weitere Bilder | Lombardei               |                       |
| Jüdischer Friedhof (Ancona)                           | Ancona (Lage)                         | weitere Bilder | Marken                  | siehe                 |
| Jüdischer Friedhof (Senigallia)                       | Senigallia                            |                | Marken                  |                       |
| Jüdischer Friedhof (Acqui Terme)                      | Acqui Terme                           |                | Piemont                 |                       |
| Jüdischer Friedhof (Alessandria)                      | Alexandria                            |                | Piemont                 |                       |
| Jüdischer Friedhof (Asti)                             | Asti (Lage)                           | weitere Bilder | Piemont                 |                       |
| Jüdischer Friedhof (Biella)                           | Biella                                |                | Piemont                 |                       |
| Jüdische Friedhöfe in Casale Monferrato               | Casale Monferrato                     |                | Piemont                 |                       |
| Jüdischer Friedhof (Cherasco)                         | Cherasco                              |                | Piemont                 |                       |
| Jüdische Friedhöfe in Chieri                          | Chieri                                |                | Piemont                 |                       |
| Jüdischer Friedhof (Cueno)                            | Cuneo                                 |                | Piemont                 |                       |
| Jüdischer Friedhof (Fossano)                          | Fossano                               |                | Piemont                 |                       |
| Jüdischer Friedhof (Ivrea)                            | Ivrea                                 |                | Piemont                 |                       |
| Jüdischer Friedhof (Moncalvo)                         | Moncalvo                              |                | Piemont                 |                       |
| Jüdische Friedhöfe in Mondovì                         | Mondovì                               |                | Piemont                 |                       |
| Jüdischer Friedhof (Nizza Monferrato)                 | Nizza Monferrato                      |                | Piemont                 |                       |
| Jüdischer Friedhof (Saluzzo)                          | Saluzzo                               |                | Piemont                 |                       |
| Jüdischer Friedhof (Trino)                            | Trino                                 |                | Piemont                 |                       |
| Jüdischer Friedhof (Turin)                            | Turin                                 |                | Piemont                 |                       |
| Jüdischer Friedhof (Vercelli)                         | Vercelli                              |                | Piemont                 |                       |
| Alter Jüdischer Friedhof (Florenz)                    | Florenz (Lage)                        | weitere Bilder | Toskana                 |                       |
| Neuer Jüdischer Friedhof (Florenz)                    | Florenz (Lage)                        | weitere Bilder | Toskana                 |                       |
| Jüdischer Friedhof di Viale Ippolito Nievo in Livorno | Livorno                               |                | Toskana                 |                       |
| Jüdischer Friedhof dei Lupi in Livorno                | Livorno (Lage)                        | weitere Bilder | Toskana                 |                       |
| Jüdischer Friedhof (Pisa)                             | Pisa (Lage)                           | weitere Bilder | Toskana                 |                       |
| Jüdischer Friedhof (Pitigliano)                       | Pitigliano (Lage)                     | weitere Bilder | Toskana                 |                       |
| Jüdischer Friedhof (Oberau-Haslach)                   | Bozen Oberau-Haslach (Lage)           | weitere Bilder | Trentino-Südtirol       |                       |
| Neuer Jüdischer Friedhof (Meran)                      | Meran (Lage)                          | weitere Bilder | Trentino-Südtirol       |                       |
| Jüdischer Friedhof (Perugia)                          | Perugia                               |                | Umbrien                 |                       |
| Jüdischer Friedhof (Rovigo)                           | Rovigo (Lage)                         | weitere Bilder | Venetien                |                       |
| Jüdischer Friedhof (Venedig)                          | Venedig (Lage)                        | weitere Bilder | Venetien                |                       |
| Jüdischer Friedhof (Verona)                           | Verona                                |                | Venetien                |                       |